# 彼得·德路易斯
彼得·約翰·德路易斯（英語：Peter John DeLuise，1966年11月6日—）是美國的一位演員、導演、製作人和作家。他最著名的作品是福斯廣播公司電視劇《龍虎少年隊》。

## 外部連結
- 彼得·德路易斯在互联网电影资料库（IMDb）上的資料（英文）